# Geórgios Stathákis
Geórgios « Yórgos » Stathákis (grec moderne : Γεώργιος «Γιώργος» Σταθάκης) est un homme politique grec membre de SYRIZA, né le 8 novembre 1953 à La Canée.

## Biographie
En 2012, il est chargé du développement des infrastructures dans le cabinet fantôme (« σκιώδης κυβέρνηση ») de la SYRIZA.
Aux élections législatives grecques de janvier 2015, il est élu député au Parlement grec sur la liste de la SYRIZA dans la circonscription de La Canée.
De janvier à août 2015, il est ministre de l’Économie, des Infrastructures, de la Marine marchande et du Tourisme dans le gouvernement Tsípras I. À la suite des élections législatives de septembre 2015, il est nommé ministre de l'Économie, du Développement et du Tourisme dans le gouvernement Tsípras II.
La même année, la presse révèle qu'il aurait omis de déclarer 1,8 million d'euros et 38 biens immobiliers.